# Johann Friedrich August Tischbein
Johann Friedrich August Tischbein (Maastricht, 9 marzo 1750 – Heidelberg, 21 giugno 1812) è stato un pittore tedesco.
Fu il pittore più importante della seconda generazione della famiglia Tischbein di pittori ritrattisti, ed era conosciuto come il Leipziger Tischbein (il Tischbein di Lipsia). Era figlio del pittore teatrale Johann Valentin Tischbein e cugino di Johann Heinrich Wilhelm Tischbein.